# Messier 24
M24 (Messier 24, ook wel de Sagittarius Sterrennevel en Delle Caustiche) is een gebied in de Melkweg in het sterrenbeeld Schutter dat relatief vrij is van stofwolken en daardoor goed opvalt.
Het werd voor het eerst beschreven door Charles Messier in 1764. De Franse kometenjager nam de nevel op in zijn catalogus als nummer 24 en beschreef hem als een "nevel met veel sterren van verscheidene magnituden". Hij gaf de diameter van de nevel als anderhalve graad, hetgeen goed overeenkomt met de werkelijkheid. Sommige bronnen geven, incorrect, de zwakke open sterrenhoop NGC 6603 op als het object dat Messier bedoelde.
M24 is gelegen op een afstand tussen 10 000 en de 16 000 lichtjaar en bevat naast enkele sterrenhopen ook enkele donkere stofwolken of nevels. Het geheel maakt deel uit van een van de spiraalarmen van het melkwegstelsel, de zg. Sagittarius Arm. De nevel is met het blote oog te zien indien hij hoog genoeg boven de horizon staat, iets dat in de Benelux nooit het geval is. Een verrekijker of kleine telescoop laat veel sterren en enkele van de objecten die in het gebied van M24 liggen zien.

## Delle Caustiche
De benaming Delle Caustiche   is afkomstig van de Italiaanse astronoom Pietro Angelo Secchi die in de sterrenwolk van Messier 24 een merkwaardige rangschikking van allerlei boogvormige sterrenrijen meende te zien   .